# Đài Đông (thành phố)
Bản mẫu:County-controlled City Info

Thành phố Đài Đông (tiếng Trung: 臺東市; bính âm: táidōngshì; Wade–Giles: t'ai-tung shih; POJ: Tâi-tang-chhī) là thủ phủ của huyện Đài Đông của tỉnh Đài Loan của Trung Hoa Dân Quốc. Thành phố tọa lạc bên bờ biển Thái Bình Dương. Diện tích: 109,76 km2, số hộ: 36.659 hộ, dân số tháng 9/2006: 110.709 người.

## Lịch sử
Người Hán chưa từng định cư ở Đài Đông cho đến thế kỷ 19.

## Điểm tham quan
- Viện bảo tàng Tiền sử Quốc gia (Đài Loan)